# 森結花
森 結花（もり ゆか、1月9日 - ）は、日本の女性声優。Jac in production所属。埼玉県出身。以前は同人舎プロダクションに所属していた。

## 出演作品

### 吹き替え
- アバター
- ギター弾きの恋
- さよならS
- 新ハイランダー〜アマンダ
- プロメテウス（フォード）
- ペンサコーラ2
- ボーン・コレクター
- ミラーズ
- 私はラブ・リーガル3

### OVA
- 高校鉄拳伝タフ（早瀬みどり）

### ナレーション
- CNN
  - トニーとゲイリーの家族計画
  - 気候変動ディベート
  - Going Green環境ビジネス
  - オバマの知られざる顔
- ECO-TENANTO取扱説明書 丸紅基金「笑顔大好き」
- 大規模衛星システム JTB旅のナレーション
- ホームガーデンテレビジョン

### ボイスオーバー
- ファッションテレビジョン
- K9to5
- Netwrk Vision
- ワイルドオンザセット
- マークとフィリッパの動物相談
- ライバルズ

### 舞台
- 間違い喜劇　- 院主エミリア
- マクベス - マクダフ夫人
- 夏の夜の夢 - 妖精
- 恋の骨折り損 - キャサリン
- 桜の園 - ドゥニャーシャ
- どん底で - アンナ